# Este-Alcosa-Torreblanca
Este-Alcosa-Torreblanca és un dels onze districtes en què està dividida a efectes administratius la ciutat de Sevilla, capital de la comunitat autònoma d'Andalusia, a Espanya. Està situat a l'àrea oriental del municipi. Limita al sud amb el municipi d'Alcalá de Guadaíra i el districte Cerro-Amate; a l'est amb el municipi de Carmona; al nord, amb La Rinconada (municipi de Sevilla) i el districte Norte; i a l'oest amb el districte San Pablo-Santa Justa.

## Barris
- Colores-Entreparques
- Torreblanca
- Parque Alcosa-Jardines del Edén
- Palacio de Congresos-Urbadiez-Entrepuentes[1]

## Comunicacions
El Districte Este-Alcosa-Torreblanca està gairebé perfectament delimitat per tres vies de comunicació majors: l'A-4 en direcció Còrdova, la A-92 en direcció Granada i l'autovia de circumval·lació ES-30. Pel que fa a les vies interiors del districte, destaca l'Avinguda de las Ciencias, que solca el barri de Sevilla Este.
El districte està comunicat amb la xarxa de Rodalies de Renfe mitjançant l'estació de Palacio de Congresos, per on passa la línia circular C-4.
Les línies de TUSSAM que paren en el districte són les següents:
| Línia | Destí |
| ----- | --- |
| 22    | Prado San Sebastián - Sevilla Este (per Gran Plaza i Av. Andalucía)                                          |
| 27    | Ponce de León - Sevilla Este (per Av. Montesierra)                                                           |
| 28    | Prado San Sebastián - Parque Alcosa (per Av. Kansas City)                                                    |
| 29    | Prado San Sebastián - Torreblanca                                                                            |
| 39    | C.C. Los Arcos - Hacienda San Antonio (PARSI)                                                                |
| B4    | Torreblanca - Alcosa - Gran Plaza                                                                            |
| C6    | Circular Macarena Norte: Alcosa - Aeropuerto Viejo - San Jerónimo - Pino Montano - Valdezorras - El Gordillo |
| EA    | Prado San Sebastián - Aeropuerto                                                                             |